# انعطاف‌پذیری مفصل
به دامنه حرکتی پیرامون یک مفصل، انعطاف‌پذیری می‌گویند.

## انواع انعطاف‌پذیری

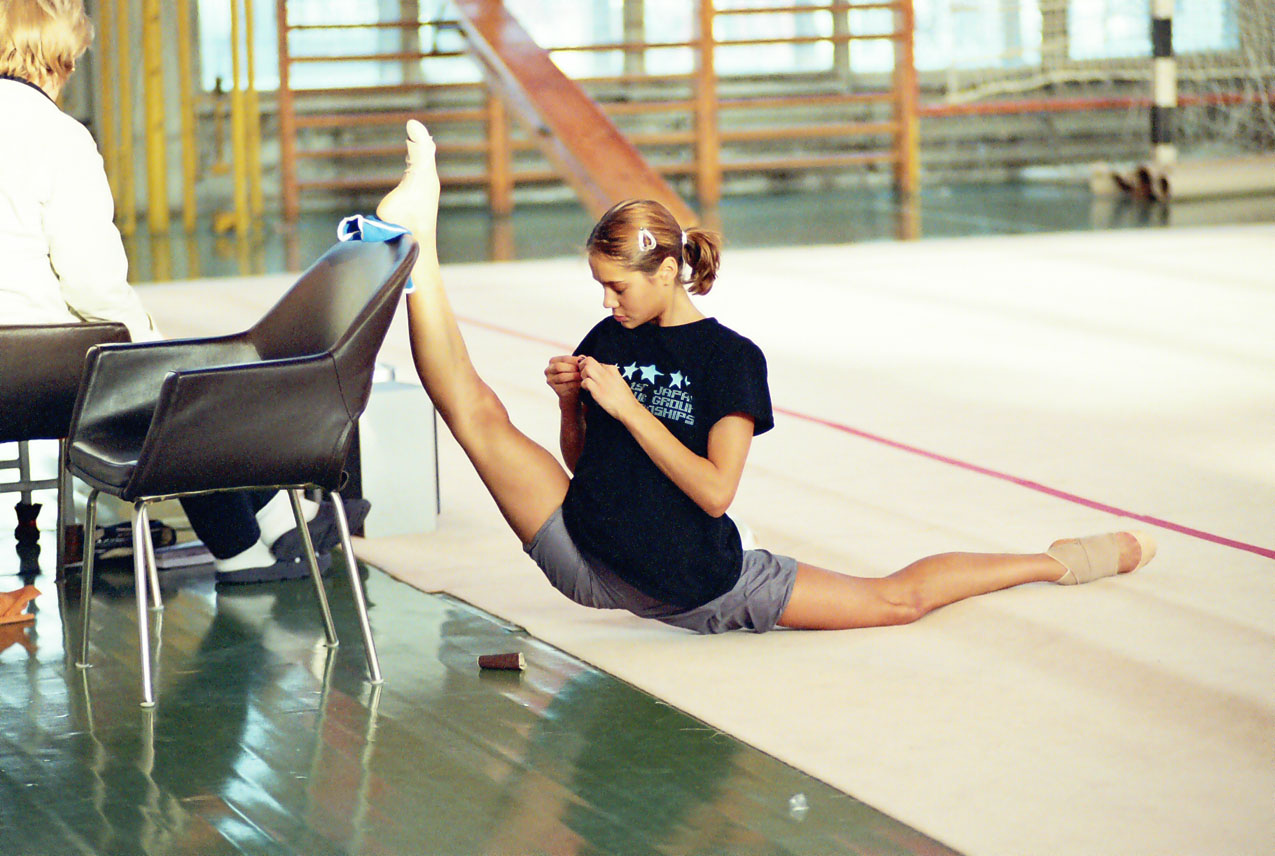

چند نوع انعطاف‌پذیری اساسی وجود دارد: انعطاف‌پذیری فعال و انعطاف‌پذیری غیرفعال. برای دستیابی به انعطاف‌پذیری مطلوب در یک مفصل معین، اغلب تلفیقی از حرکات انعطاف‌پذیری فعال و غیرفعال استفاده می‌شوند.

### انعطاف‌پذیری فعال
انعطاف‌پذیری فعال به شرایطی گفته می‌شود که در آن، ماهیچه‌ها پیرامون یک مفصل منقبض می‌شوند و یک عضو را به حرکت درمی‌آورند. انعطاف‌پذیری فعال می‌تواند به دو صورت پویا و ایستا باشد.

#### پویا

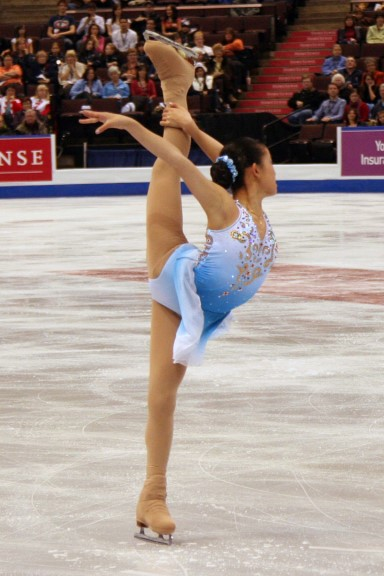

حرکات انعطاف‌پذیری فعال از نوع پویا، باعث انقباض عضلانی سریع و قوی می‌شود انجام چنین حرکاتی توصیه نمی‌شود.

#### ایستا
انعطاف‌پذیری فعال از نوع ایستا، انقباض‌های مداوم و آهسته را موجب می‌شود.

### انعطاف‌پذیری غیرفعال
انعطاف‌پذیری غیرفعال به شرایطی گفته می‌شود که در آن، یک نیروی خارجی، یک اندام را به حرکت درمی‌آورد تا به نقطه نهایی حرکت خود برسد.

## عوامل محدود کننده انعطاف‌پذیری
- ساختار استخوانی.
- اندازه ماهیچه‌های پیرامون مفصل.
- بافت پیوندی موجود در مفاصل.
- قدرت ماهیچه‌ها و بافت‌های پیوندی احاطه‌کننده مفصل.